# Aprostocetus collega
Aprostocetus collega is een vliesvleugelig insect uit de familie Eulophidae. De wetenschappelijke naam is voor het eerst geldig gepubliceerd in 1844 door Ratzeburg.